# Horní Poustevna
Horní Poustevna (německy Obereinsiedel) je část města Dolní Poustevna v okrese Děčín. Nachází se na severu Dolní Poustevny. Prochází tudy železniční trať Rumburk–Sebnitz a silnice II/267. Je zde evidováno 129 adres. V roce 2011 zde trvale žilo 301 obyvatel.
Horní Poustevna je také název katastrálního území o rozloze 4,11 km2. V katastrálním území Horní Poustevna leží i Karlín a Marketa.

## Historie
První písemná zmínka o obci pochází z roku 1451.

## Obyvatelstvo
|                                                                          | 1869 | 1880 | 1890 | 1900 | 1910  | 1921 | 1930 | 1950 | 1961 | 1970 | 1980 | 1991 | 2001 | 2011 |
| ------------------------------------------------------------------------ | ---- | ---- | ---- | ---- | ----- | ---- | ---- | ---- | ---- | ---- | ---- | ---- | ---- | ---- |
| Obyvatelé                                                                | 526  | 597  | 720  | 825  | 1 018 | 898  | 873  | 423  | 390  | 431  | 398  | 326  | 301  | 301  |
| Domy                                                                     | 83   | 105  | 104  | 114  | 132   | 135  | 144  | 151  | .    | 85   | 78   | 62   | 59   | 72   |
| Počet domů z roku 1961 je zahrnut v domech místní části Dolní Poustevna. |      |      |      |      |       |      |      |      |      |      |      |      |      |      |